# Paralephana nigriciliata
Paralephana nigriciliata là một loài bướm đêm trong họ Noctuidae.